# Jochen Hauer
Jochen Hauer, gebürtig Hans Reinhold Hauer (* 31. August 1899 in Berndorf, Österreich-Ungarn; † 29. März 1966 vermutlich in München), war ein deutscher Schauspieler bei Bühne und Film sowie ein Theaterregisseur und kurzzeitig auch Theaterintendant.

## Leben und Wirken
Hauer stand seit den frühen 1920er Jahren auf Theaterbühnen (Walhalla-Theater Berlin, Städtisches Theater Oberhausen, Stadttheater Gießen, Hessisches Landestheater Darmstadt, Volksbühne Berlin). Während des Zweiten Weltkriegs war Hauer bis 1943 Oberspielleiter an den städtischen Bühnen in Kiel und dort zugleich Leiter des Schauspiels. Die letzte Spielzeit im Dritten Reich (1943/44) wirkte er als Intendant am Stadttheater Teplitz-Schönau. Bei Kriegsende 1945 floh er aus der befreiten Tschechoslowakei nach Bayern und ließ sich in München nieder. In der bayerischen Landeshauptstadt fand Hauer zunächst (1947/48) ein Engagement an der Münchener Gastspiele GmbH. Festengagements seit Beginn der 1950er Jahre sind nicht mehr feststellbar.
Ab 1935 wirkte er, nur unterbrochen von den Krieg und den ersten Nachkriegsjahren, in einer Reihe von Kinofilmen – nach 1945 mehrfach in Heimatfilmen – mit, die für ihn überwiegend kleine Rollen bereithielten. Man sah Hauer auf der Leinwand beispielsweise als Taxifahrer in Ich war Jack Mortimer, als Erster Offizier in Der unmögliche Herr Pitt, als einen Dorfmüller in Grenzstation 58, als einen Oberwachtmeister in Hinter Klostermauern und als Förster in Die Försterchristel. Höchst untypisch in Hauer Filmkarriere ist sein Part als Hitler-höriger Generalfeldmarschall Wilhelm Keitel in G. W. Pabsts Attentat-Rekonstruktion Es geschah am 20. Juli aus dem Jahre 1955. Jochen Hauer hat auch in zahlreichen Hörspielen des Bayerischen Rundfunks mitgewirkt.

## Filmografie
- 1935: Ich war Jack Mortimer
- 1936: Verräter
- 1936: Eskapade
- 1936: Susanne im Bade
- 1936: Sein bester Freund
- 1938: Der unmögliche Herr Pitt
- 1938: Kleines Bezirksgericht
- 1939: Renate im Quartett
- 1949: Hans im Glück
- 1949: Ich mach dich glücklich
- 1950: Grenzstation 58
- 1952: Hinter Klostermauern
- 1952: Der eingebildete Kranke
- 1952: Die Försterchristel
- 1955: Es geschah am 20. Juli
- 1956: Smaragden-Geschichte (Fernsehfilm)
- 1956: Der Adler vom Velsatal
- 1957: Monsignores große Stunde (Fernsehfilm)

## Hörspiele
- 1946: Das Schimmelparadies
- 1946: Das Wintermärchen
- 1947: Bimmelslehner und die Gerechtigkeit
- 1948: Das Kreuzworträtsel
- 1949: Der Diamant des Königs
- 1950: Das Gansjung
- 1950: Das vierte Gebot
- 1951: Das steinerne Herz
- 1951: Ein Glas Wasser
- 1952: Das Kälberbrüten
- 1953: Der in der Mitte
- 1953: Der tolle Bursche Mac
- 1955: Der Priester und die Räuber
- 1955: Der Schmied von Kochel
- 1956: Der Auftrag
- 1957: Der veruntreute Himmel
- 1957: Die Geschichte einer Liebe
- 1958: Der Lerchengarten
- 1959: Das Tagebuch der französischen Bürgerin Désirée Clary
- 1959: Demetrius
- 1959: Paul Temple und der Fall Conrad
- 1960: Peter Voss, der Millionendieb
- 1961: Maigret und der gelbe Hund
- 1961: Gefährliches Geld
- 1965: Der Mord in der Rue Morgue